# Plymouth Gran Fury
La Gran Fury è un'autovettura prodotta dalla Plymouth dal 1975 al 1977 e dal 1980 al 1989. Dal momento del lancio al 1981, appartenne alla categoria delle vetture full-size, mentre successivamente il modello fu rimpicciolito, diventando parte della classe delle vetture mid-size. 

## Il contesto
La Gran Fury, dal 1975 al 1977, fu il più grande modello full-size prodotto dalla Plymouth. Nel 1980 ci fu il primo rimpicciolimento della vettura, a cui seguì un'analoga operazione nel 1981, nell'occasione della quale cambiò anche di categoria. Durante la sua storia, la Gran Fury fu sempre a trazione posteriore e, quando uscì di produzione, fu l'ultima Plymouth con questa caratteristica fino al 1997, cioè fino a quando venne lanciata sui mercati la Prowler. La Gran Fury fu anche l'ultima Plymouth ad avere installato un motore V8. In particolare, dopo che la Caprice fu tolta dai listini dalla Chevrolet, solo la Ford continuò la produzione di questo tipo di motore associato alla trazione posteriore, perlomeno sul mercato statunitense, dato che proseguiva ad installarlo sulla LTD Crown Victoria. Nel 2001 il marchio Plymouth fu soppresso, ma il gruppo Chrysler reintrodusse dei modelli di autovettura a trazione posteriore e motore V8, vale a dire la Chrysler 300 e la Dodge Charger.
Prima del 1975, al top della gamma della Fury erano presenti la "Fury Gran Coupe" e la "Fury Gran Sedan". Il primo modello citato, che era caratterizzato da un allestimento ad alto livello, è stato introdotto nel 1970 ed era dotato di una carrozzeria coupé con montanti. Nel 1971, a questo modello, venne installato un corpo vettura hardtop due porte. Nello stesso anno fu lanciata sui mercati anche una versione hardtop berlina, che venne rinominata "Fury Gran Sedan" nel 1972. La Gran Coupe e la Gran Sedan continuarono ad essere in commercio fino al 1974 e furono sostituite, sostanzialmente, dalla Gran Fury.

## La prima serie: 1974–1977

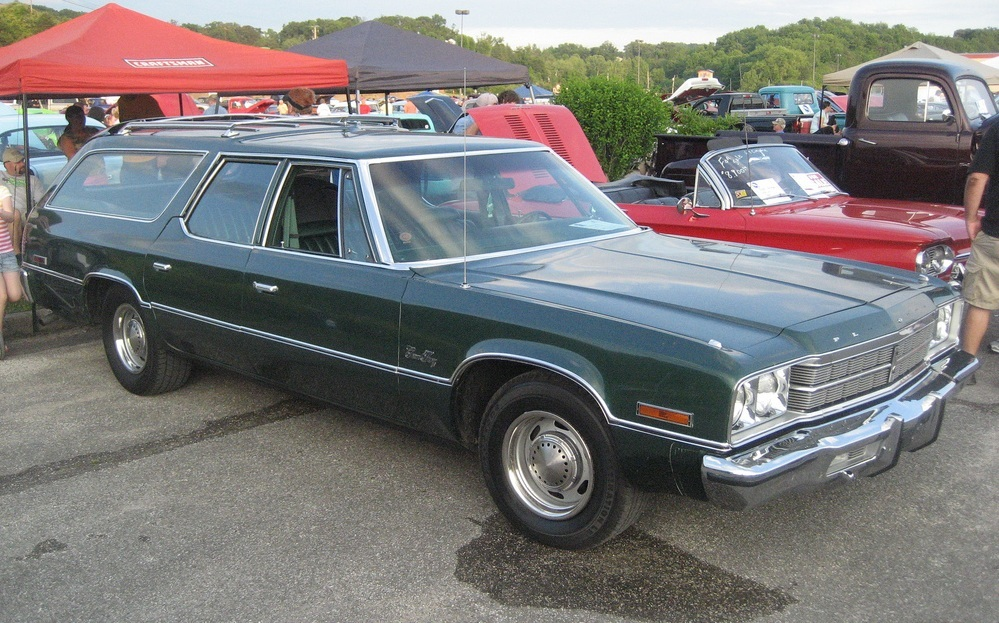
Una Gran Fury familiare del 1975

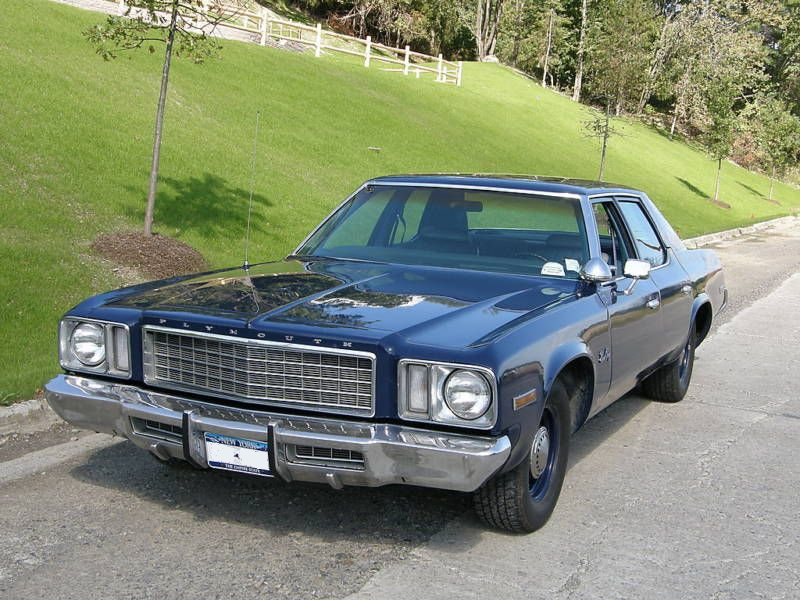
Una Gran Fury quattro porte berlina

Nel 1975 la mid-size Plymouth Satellite, che era basata sul pianale B del gruppo Chrysler, fu aggiornata e rinominata Plymouth Fury. Come conseguenza, la precedente Fury, che era costruita invece sulla piattaforma C, diventò "Gran Fury". Grazie alla revisione del pianale C del 1974, la Gran Fury, che venne lanciata sul mercato nel 1975, fu caratterizzata da delle novità. Ad esempio la Gran Fury Brougham, che si collocava al top della gamma, ebbe in dotazione una nuova calandra e dei nuovi fanali anteriori. Le due innovazioni citate furono poi applicate a tutte le Gran Fury nel 1976.
Questa prima generazione di Gran Fury fu disponibile in versione due porte coupé, quattro porte berlina, due e quattro porte Hardtop, e quattro porte Familiare. Tutti i modelli avevano un passo di 3.086 mm, che era il medesimo di quello della Dodge Monaco. Un'eccezione era la versione familiare, che aveva lo stesso passo dell'omologa versione Monaco, vale a dire 3.150 mm. Esso era condiviso anche dai modelli full-size della Chrysler e della Imperial. La Gran Fury del 1975 era disponibile in quattro livelli di allestimento: base (solo per le berline e le coupé), "Custom" (tutti i modelli), "Brougham" (solo coupé e hardtop) e "Sport Suburban" (solo familiare).
I cambiamenti operati nel 1976 furono minimi. La versione hardtop quattro porte fu però eliminata. A causa di ciò, le berline erano ora disponibili anche con l'allestimento Brougham. Nel 1977 furono invece fatti dei cambiamenti nell'equipaggiamento. Infatti, il livello di allestimento Custom venne eliminato e quindi l'unico livello disponibile per coupé e berline fu il Brougham. Nel 1977 le Gran Fury familiari erano disponibili sia con allestimento Suburban che con il livello Sport Suburban.
Tutti i modelli full-size Plymouth, che erano basati sul pianale C, furono tolti dai listini alla fine del 1977, lasciando la mid-size Fury, che era costruita sul pianale B, al top della gamma Plymouth.
Il motivo che spinse il gruppo Chrysler a terminare la commercializzazione di questa prima serie del modello fu la crisi energetica che iniziò nel 1973, che portò infatti al crollo delle vendite dei modelli full-size, e la Gran Fury non fu un'eccezione. I modelli più grandi, infatti, erano dotati dei motori con cilindrate più elevate, e quindi consumavano di più carburante. Il prezzo di questi ultimi, era infatti salito alle stelle. Nel 1978, per lo stesso motivo, fu tolta dai mercati anche la Fury, nonostante facesse parte della classe mid-size. Questa grande lacuna nella gamma Plymouth lasciò nel 1979 la compact Volaré nella posizione di modello al top di gamma. Il nome Gran Fury tornò sui mercati nel 1980, questa volta però associato ad un modello più piccolo.
I motori disponibili su questa serie di Gran Fury furono tutti dei V8, che avevano una cilindrata, rispettivamente, di 5,9 L, 6,6 L e 7,2 L. Fu offerto solo un tipo di cambio, un TorqueFlite A727 automatico a tre rapporti.
I dati produttivi per questa prima generazione di Gran Fury furono:
| Anno                        | Unità                       |
| 1975                        | 72.801                      |
| 1976                        | 39.511                      |
| 1977                        | 47.552                      |
| Produzione totale = 159.864 | Produzione totale = 159.864 |
| --------------------------- | --------------------------- |

## La seconda serie: 1980–1981
Nel 1979 furono introdotti i modelli full-size del gruppo Chrysler basati sul pianale R, ma tra essi non era presente nessuna vettura Plymouth. Questi modelli erano comunque più piccoli delle omologhe vetture offerte in precedenza, e la lacuna dell'assenza del modello Plymouth fu colmata dalla Chrysler Newport. Sebbene quest'ultima avesse raggiunto un livello di vendite decisamente elevato, era presente sui mercati una forte domanda di un modello full-size Plymouth. Così fu deciso di reintrodurre la Gran Fury, che quindi tornò dopo due anni di assenza. 
 
La nuova serie della Gran Fury aveva delle dimensioni minori rispetto a quelle della generazione precedente, ed era offerta solo con un tipo di carrozzeria, quattro porte berlina. Il pianale su cui questa generazione si basava era la piattaforma R del gruppo che, nell'occasione, fu aggiornata in risposta ad un'analoga operazione effettuata dalla Ford e dalla Chevrolet. La versione rivista del pianale R derivava decisamente dalla piattaforma B del gruppo Chrysler. Questa serie di Gran Fury era quasi identica alla Chrysler Newport e venne lanciati sui mercati per soddisfare la richiesta dei concessionari di modelli full-size a prezzi abbordabili e, soprattutto, per soddisfare la domanda di auto aziendali, taxi e auto della polizia.
Questa seconda serie di Gran Fury furono disponibili in due allestimenti, quello base ed il "Salon". Quest'ultimo, che era quello miglior equipaggiato, aveva in dotazione un cielo in vinile, degli interni migliori, un sedile frazionabile, delle parti cromate e dei cerchioni speciali. Come la Dodge St. Regis, che era il suo modello omologo, la Gran Fury era molto popolare come auto aziendale e come auto della polizia, mentre lo fu molto meno tra la clientela privata. Alla luce di ciò, le vendite di Gran Fury del 1980 furono le più alte tra i modelli basati sul pianale R.
La seconda serie della Gran fury ebbe però vita breve e fu tolta di produzione a metà del model year 1981 insieme agli altri modelli basati sul pianale R a causa delle vendite deludenti. Ciò fu dovuto principalmente agli alti consumi dei motori ed all'obsolescenza del pianale. La Gran Fury è stata anche l'ultima vera full-size della Plymouth, il cui marchio venne poi soppresso vent'anni dopo.
I motori disponibili su questa serie di Gran Fury furono un sei cilindri in linea da 3,7 L e dei V8 che avevano una cilindrata, rispettivamente, di 5,2 L e 5,9 L. Furono offerti due tipi di cambi, vale a dire il TorqueFlite A727 ed il TorqueFlite A904, che erano entrambi automatici a tre rapporti.
I dati produttivi per questa seconda serie di Gran Fury furono:
| Anno                       | Unità                      |
| 1980                       | 18.724                     |
| 1981                       | 7.719                      |
| Produzione totale = 26.443 | Produzione totale = 26.443 |
| -------------------------- | -------------------------- |

## La terza serie: 1982–1989
Nel 1982 la Plymouth rimpicciolì nuovamente la Gran Fury, che questa volta passò ad una categoria inferiore. Il modello faceva ora parte della classe delle vetture mid-size ed era basato sul pianale M del gruppo Chrysler come la Chrysler Fifth Avenue e la Dodge Diplomat. Oltre alla Gran Fury basata sul pianale R, la Gran Fury costruita sulla piattaforma M sostituì anche la versione della Chrysler LeBaron basata sempre sul pianale M. La LeBaron, nell'anno in oggetto, fu infatti spostata sul pianale K e diventò un modello compact. La Gran Fury era una vettura mid-size, ma era paragonabile, per le dimensioni, alle compact Valiant e Volaré. Come la serie che sostituì, anche la Gran Fury del 1982 fu introdotta solo in seguito al lancio dei modelli Chrysler e Dodge omologhi, vale a dire la Fifth Avenue e la Diplomat.
Le Gran Fury facenti parte della terza serie condividevano il frontale e la parte posteriore con la Dodge Diplomat. I due modelli erano infatti praticamente identici. Anche in questo caso, la terza serie della Gran Fury era disponibile in due allestimenti, quello base ed il "Salon". La prima versione fu venduta principalmente come auto aziendale, taxi e auto della polizia, mentre la versione "Salon" fu più popolare tra i clienti privati. La "Salon" aveva un equipaggiamento più ricco che comprendeva un cielo rivestito completamente in vinile, degli interni in velluto, dei cerchioni speciali, gli alzacristalli elettrici e la chiusura centralizzata.
Nonostante le vendite al grande pubblico, la terza serie di Gran Fury fu molto più popolare come auto aziendale e mezzo di servizio della polizia. Ciò era causato dal basso prezzo, a cui era però associato un gruppo motopropulsore affidabile e robusto. In generale, questa serie di Gran Fury vendette bene e rimase pressoché inalterata nei 7 anni in cui fu in commercio. Poi, il calo delle vendite, la mancanza di promozione pubblicitaria e la tecnologia superata (ad esempio, il pianale risaliva al 1976) contribuirono a far uscire di scena il modello nel 1989. Nell'anno citato, diventò di serie l'airbag lato guidatore. Con l'uscita di scena della Gran Fury, il gruppo Chrysler non commercializzò un analogo modello Plymouth che la sostituisse, ma lanciò sui mercati la Dodge Monaco nel 1990 e la Dodge Intrepid nel 1993.
I motori disponibili su questa serie di Gran Fury furono un sei cilindri in linea da 3,7 L e dei V8 che avevano una cilindrata, rispettivamente, di 5,2 L e 5,9 L. Furono offerti tre tipi di cambi, vale a dire il TorqueFlite A727, il TorqueFlite A904 ed il TorqueFlite A999, che erano tutti automatici a tre rapporti.
I dati produttivi per questa terza serie di Gran Fury furono:
| Anno                        | Unità                       |
| 1982                        | 18.111                      |
| 1983                        | 15.739                      |
| 1984                        | 14.516                      |
| 1985                        | 19.102                      |
| 1986                        | 14.761                      |
| 1987                        | 10.377                      |
| 1988                        | 11.421                      |
| 1989                        | 4.985                       |
| Produzione totale = 109.012 | Produzione totale = 109.012 |
| --------------------------- | --------------------------- |

## La Gran Fury in Canada

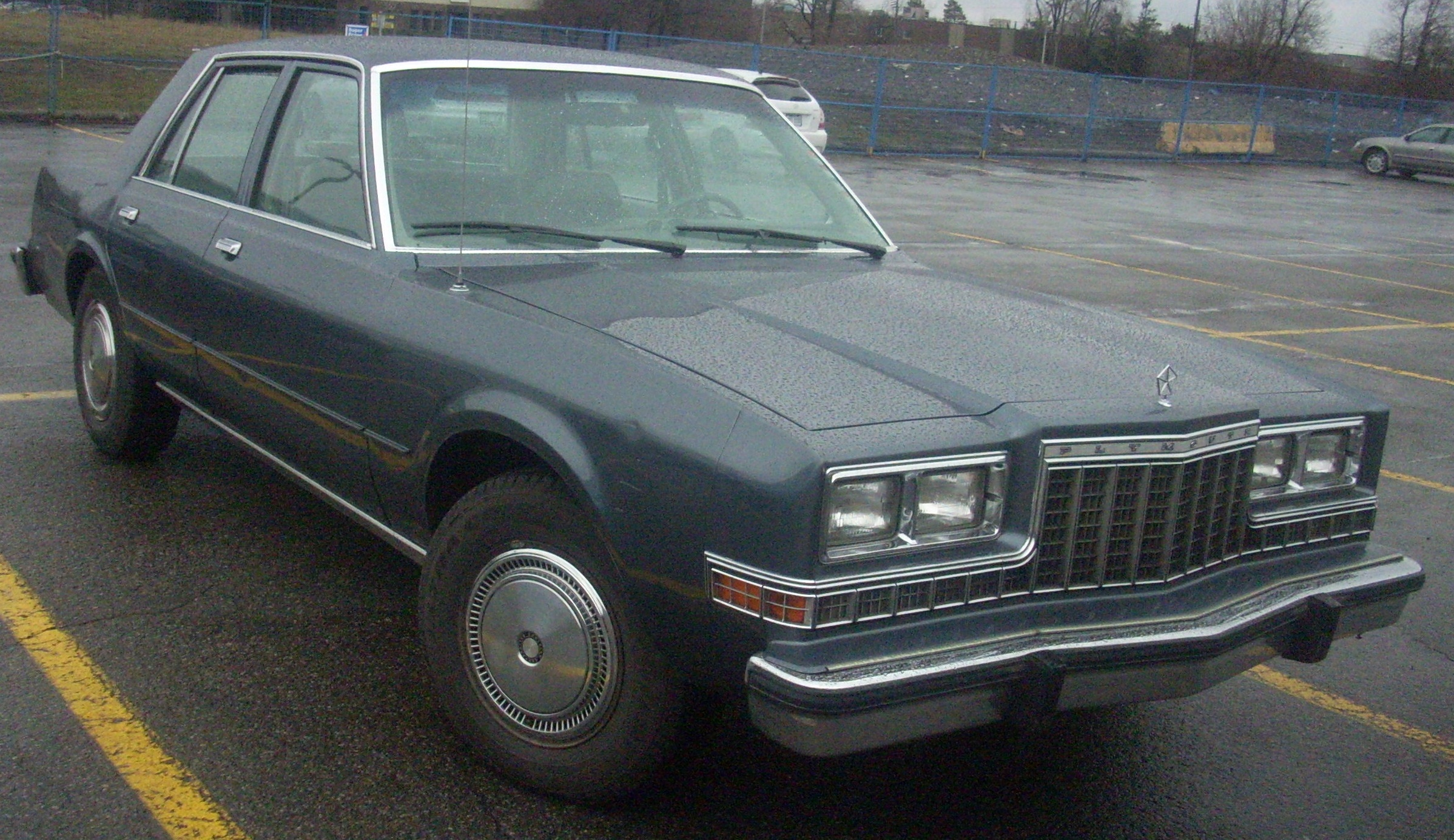
Una Plymouth Caravelle Salon del 1986 venduta in Canada

La Gran Fury basata sul pianale M del gruppo Chrysler fu venduta in Canada dal 1978 al 1989 come Plymouth Caravelle. Rispetto alla terza serie del modello statunitense (a cui infatti corrispondeva), la Gran Fury commercializzata in Canada fu introdotta sui mercati quattro anni prima. Nel 1983 il modello venne rinominato "Caravelle Salon" per differenziarlo dalla nuova Plymouth Caravelle introdotta in Canada nell'anno citato. Le Diplomat e le LeBaron apparirono sui mercati a metà del 1977, mentre la Caravelle fu introdotta alla fine dell'anno citato per il model year 1978. Questa Caravelle venne venduta dai concessionari canadesi della Plymouth e non fu disponibile negli Stati Uniti. La Caravelle canadese era offerta in versione berlina, coupé e familiare. Queste due ultime versioni furono però sui mercati fino al 1982.